# Seznam představitelů Pardubic
Toto je seznam nejvyšších představitelů města Pardubic – purkmistrů, starostů, předsedů MNV a MěNV a primátorů.

## Seznam primátorů Pardubic do roku 1789
- 1507–1515 – Jan Trubač
- 1515–1518 – Jan Román
- 1518–1519 – Kubík
- 1519–1520 – Jan Trubač
- 1520–1521 – Pavel Nejedlý z Vysoké
- 1521–1522 – Dušek, pekař
- 1522–1523 – Jiří Postřihač
- 1523–1524 – Jan Román
- 1524–1525 – Jiřík Libánský
- 1526–1527 – Jiří Postřihač
- 1527–1529 – Jiřík Libáňský
- 1529–1530 – Jan Román
- 1530–1531 – Jiří Postřihač
- 1531–1532 – Matouš Bakalář
- 1532–1533 – Jiří Postřihač
- 1533–1534 – Havel, soukeník
- 1534–1535 – Jiří Brychův
- 1535–1536 – Havel, soukeník
- 1536–1537 – Jan Kustoš, kožišník
- 1537–1538 – Jiří Postřihač
- 1538–1539 – Jan Vošlach, švec
- 1539–1540 – Jiří Duchek, pekař
- 1540–1541 – Jan Duras, soukeník
- 1541–1542 – Havel, soukeník
- 1542–1543 – Jiří Dušek
- 1543–1544 – Havel, soukeník
- 1544–1545 – Jiří Šachovec
- 1545–1546 – Jan Chladna (zeď Románův)
- 1546–1547 – Jan Jantha, řezník
- 1547–1548 – Jan Duras, soukeník
- 1548–1549 – Jan Chladna
- 1549–1550 – Jan Rozhovský
- 1550–1551 – Šimon, apatečník
- 1551–1552 – Václav Kouřimský
- 1552–1553 – Jan Chladna
- 1553–1554 – Jakub Postřihač
- 1554–1557 – Jan Dubský, kramář
- 1557–1558 – Jakub Postřihač
- 1558–1560 – Jakub Dubský, kramář
- 1560–1561 – Václav Boukal
- 1561–1562 – Jakub Dubský
- 1562–1567 – Václav Boukal
- 1567–1572 – Jakub Prachaltický, řezník
- 1572–1573 – Jakub Postřihač
- 1573–1581 – Jakub Prahatický
- 1582–1583 – Jan Budějovský
- 1583–1587 – Michal Černý
- 1587–1588 – Jan Svitavský
- 1588–1590 – Michal Černý
- 1590–1593 – Jan Bekovský
- 1593–1595 – Kašpar Lubínský
- 1595–1601 – Jeroným Žatecký
- 1601–1603 – Karel Králodvorský
- 1603 – Mikuláš Kolínský
- 1603–1605 – Jiří Bruncvik
- 1605–1612 – Jan Budějovský
- 1613–1616 – Jindřich Adamů
- 1616–1622 – Bartoloměj Brandejský
- 1622–1625 – Jakub Brunnerus
- 1625–1626 – Jan Nymburský
- 1626–1629 – Václav Lipenský
- 1629 – Bartoloměj Brandejský
- 1629–1630 – Jan Winkler
- 1630 – Bartoloměj Brandejský
- 1630 – Jan Nymburský
- 1630–1631 – Jan Winkle
- 1631–1634 – Václav Lipenský
- 1634 – Jan Rosický
- 1634–1636 – Václav Lipenský
- 1636–1639 – Jan Čáslavský
- 1639–1640 – Jan Vočenášek
- 1640–1641 – Jiří Šapius
- 1641–1647 – Jan Čáslavský
- 1647 – Valentýn Budějovský (vnuk Jana Budějovského)
- 1647–1649 – Jiří Šapius
- 1649–1652 – Pavel Wolf
- 1652–1653 – Jan Klebsatl, řezník
- 1653–1660 – Pavel Wolf
- 1660–1664 – Jan Klebsatle
- 1664–1666 – Jan Skalický
- 1666–1667 – Jan Klebsatle
- 1667–1682 – Jan Skalický
- 1683–1695 – Jan Antonín Havele
- 1695–1701 – Jan Daniel Frodle
- 1701–1709 – Josef Staněk
- 1709–1718 – Martin Ignác Kutnohorský
- 1719–1745 – Václav František Josef Fiedler
- 1745–1747 – Jiří Kohout
- 1748–1763 – Jan Christof Fiedler (syn Václava Františka Fiedlera)
- 1764–1766 – Václav Kvapil
- 1766–1789 – Josef Antonín Kinzl

## Seznam purkmistrů Pardubic v letech 1790–1850
- 1790–1809–František Kablík
- 1809–1821–Jan Jiří Lechký
- 1821–1823–Jan Roller
- 1823–1824–Jindřich Jelínek
- 1824–1825–Jan Roller–podruhé
- 1825–1828–Jindřich Jelínek
- 1828–1850–František Benešovský

## Seznam starostů Pardubic v letech 1850–1945
- 1850–1861 – Peregrin Kulhavý
- 1861–1862 – Josef Bubeník
- 1862–1867 – Václav Bubeník, mlynář (bratr Josefa Bubeníka)
- 1867 – Josef Kraus
- 1867–1869 – Jan Arnold, kupec
- 1869–1874 – Karel Černík
- 1874–1879 – Václav Bubeník
- 1879–1888 – Leopold Werner, koželuh a obchodník
- 1888–1889 – František Hoblík
- 1889–1893 – JUDr. Jan Žák
- 1893–1899 – František Hoblík
- 1899–1906 – Antonín Formánek
- 1906–1910 – František Kuchynka
- 1910–1915 – Ing. Josef Prokop
- 1915–1918 – Josef Sochor
- 1918–1919 – Eduard Kitzinger
- 1919–1925 – František Vácha
- 1923–1932 – Vojtěch Znojemský
- 1932–1938 – JUDr. Jan Frýba
- 1938–1942 – JUDr. Karel Vítek
- 1942–1945 – Julius Stumpf

## Seznam předsedů MNV a MěNV Pardubic v letech 1945–1990
- 1945 – Josef Černohous
- 1945–1946 – Václav Kvaček
- 1946–1949 – Václav Havlíček
- 1949–1954 – Jaroslav Půlpán
- 1954 – František Kubelka
- 1954–1955 – Jan Zítek
- 1955–1957 – Jiří Klouček
- 1957–1964 – Jan Kárník
- 1964–1970 – František Sluka
- 1970 – Jiří Klouček
- 1971–1976 – Ing. Jindřich Klimeš
- 1976–1990 – Jaroslav Šimon

## Seznam starostů Pardubic v roce 1990
- 1990 – JUDr. Milan Mikula

## Seznam primátorů Pardubic po roce 1990
- 1990–1993 – MUDr. Zdeněk Stránský
- 1993–1994 – Ing. Hana Demlová
- 1994–1998 – Ing. Libor Slezák
- 1998–2006 – Ing. Jiří Stříteský
- 2006–2010 – Ing. Jaroslav Deml
- 2010–2014 – MUDr. Štěpánka Fraňková
- 2014–2022 – Ing. Martin Charvát
- od 2022 – Bc. Jan Nadrchal